# LATAM Cargo Brasil
A LATAM Cargo Brasil, anteriormente denominada TAM Cargo e TAM Express, é uma companhia aérea brasileira sediada em São Paulo, atualmente considerada a maior empresa do segmento de carga aérea do Brasil, fundada a partir das compras das companhias Helisul Linhas Aéreas, Itapemirim Transportes Aéreos Regionais e ABSA Cargo Airline pela TAM Linhas Aéreas e pela LAN Airlines, respectivamente.

A empresa ganhou notoriedade internacional após ter a sua antiga sede destruída pela colisão de um Airbus A320 da própria TAM Linhas Aéreas no dia 17 de julho de 2007, culminando no acidente com o voo TAM 3054 da companhia, causando a morte de 199 pessoas entre passageiros do avião e pessoas em terra, incluindo alguns funcionários da TAM Express. Faz parte da LATAM Airlines Group, uma holding chileno-brasileiro com atuação também na Argentina, Colômbia, Equador, Paraguai e Peru. Desde o dia 5 de maio de 2016 a companhia adotou a marca LATAM Airlines como última fase da fusão da TAM com a chilena LAN. Atualmente, juntamente com a LATAM Cargo Chile, é a maior empresa aérea de cargas da América Latina. A frota da LATAM Cargo Brasil é composta por seis aeronaves Boeing 767-300.

## História

### Fundação
Por volta de 1996, a TAM (na época, conhecida como Transportes Aéreos Regionais) começou a investir no ramo do setor de cargas, após comprar a companhia Helisul Linhas Aéreas S/A no dia 1 de julho do mesmo ano. Após prestar serviços de fornecimento para a companhia, a Helisul foi completamente incorporada pela TAM em 1997, passando a se chamar TAM Express, recebendo a frota de Cessna 208 Caravan da Helisul e da antiga Brasil Central Linhas Aéreas, também incorporada pela TAM, que passou a se chamar TAM Meridional (Transporte Aéreo Meridional), e mais tarde, TAM Linhas Aéreas. 
A incorporação definitiva da Helisul ocorreu por volta de 1998. Além da Helisul, outra companhia aérea, a Itapemirim Transportes Aéreos Regionais, também foi incorporada a TAM Express. A antiga sede da empresa era localizada num terreno em frente ao Aeroporto de Congonhas, ao lado de um posto de gasolina da bandeira Shell, até a destruição de ambos no acidente com o voo TAM 3054 em 17 de julho de 2007.
Paralelamente a isso, em 2001, a LAN Airlines tornou-se acionista da ABSA Cargo Airline, que mantinha estreitas relações com os membros de sua aliança estratégica, passando a ser o braço de atuação da empresa no setor brasileiro de cargas aéreas.

### Voo TAM 3054

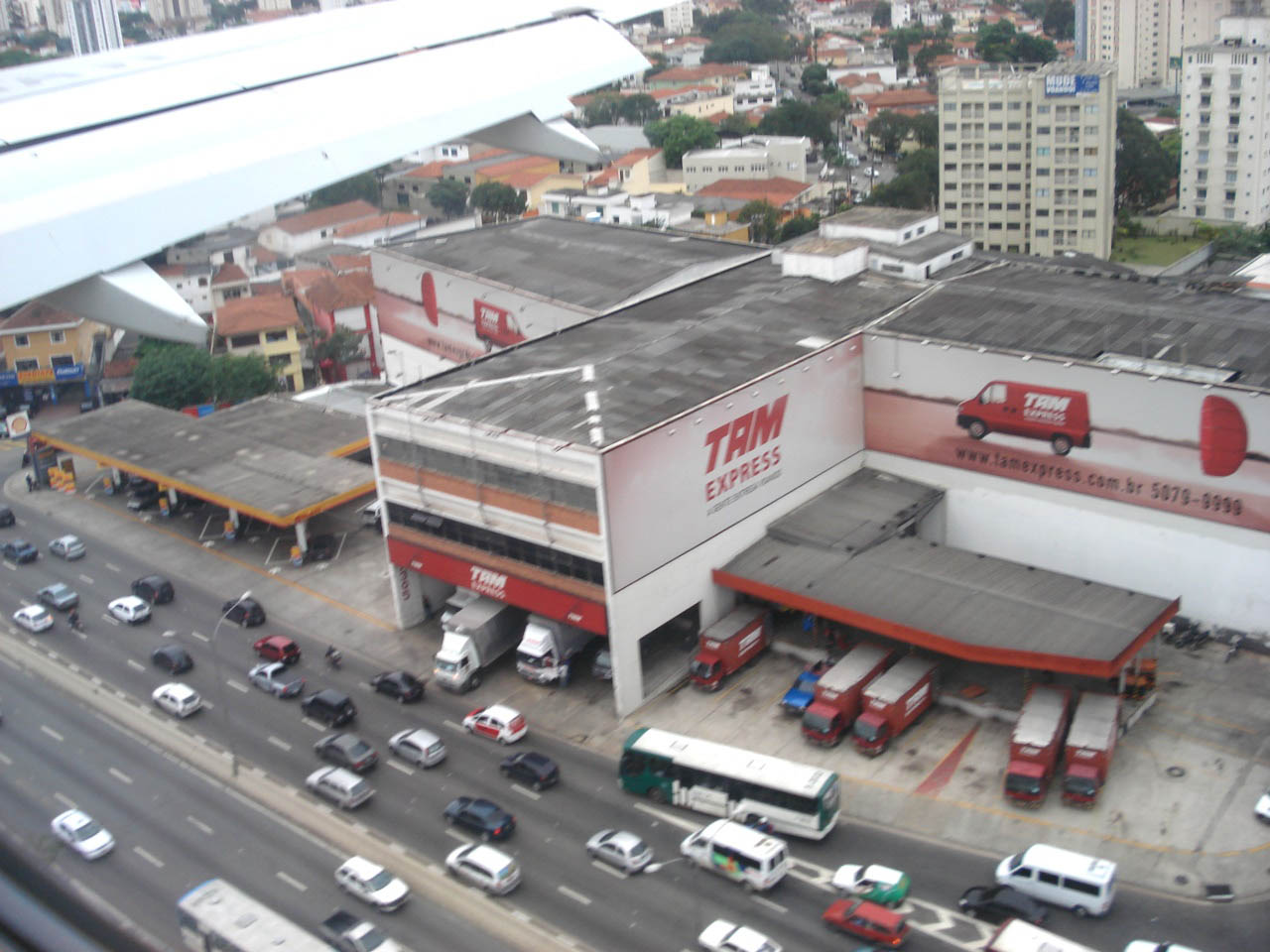
Antiga sede da empresa em São Paulo antes do acidente do voo TAM 3054.

A sede da empresa foi destruída no dia 17 de julho de 2007 após o impacto de uma aeronave Airbus A320 da própria TAM, que cumpria o voo JJ 3054. O avião saiu da cidade de Porto Alegre, RS às 17h16 com destino ao Aeroporto de Congonhas em São Paulo. Às 18h30, a aeronave pousou e não conseguiu frear, ultrapassando os limites da pista, sobrevoando a Avenida Washington Luís e chocando-se contra o prédio da TAM Express (nome anterior) e com um posto de gasolina da Shell, ambos situados quase em frente ao aeroporto, explodindo e matando 199 pessoas, entre eles 11 funcionários da TAM Express, como o gerente de cargas José Antônio Rodrigues Santos Silva, que ajudou a salvar muitos dos funcionários que estavam no prédio, e o dono da empresa de cargas Transmodel, Oswaldo Luiz de Souza, que fazia uma entrega no prédio no momento exato do acidente, sendo a primeira vítima do desastre identificada no IML. Apesar disso, muitos dos funcionários conseguiram escapar do incêndio gerado logo após o choque do avião com o prédio. 
Devido aos danos estruturais causados pelo impacto e o incêndio ocorridos no desastre, o prédio foi condenado pelas autoridades. Segundo a Defesa Civil, o prédio seria implodido às 15:30 da tarde de domingo, a TAM inicialmente desmentiu o horário, mas voltou atrás, confirmou a implosão e disse que doaria o terreno para a prefeitura para a construção de uma praça e um memorial em homenagem as vítimas. A partir das 14:00 de domingo, foram distribuídos panfletos aos moradores da região indicando, dentre outras medidas de segurança, o desligamento da energia elétrica, a contenção de animais domésticos, e a evacuação dos populares no máximo 30 minutos antes da operação.
Por volta das 15h30min do dia 5 de agosto de 2007, o edifício da empresa foi implodido. A implosão foi transmitida ao vivo em rede internacional pela Rede Globo de Televisão, durante a exibição do programa Domingão do Faustão. Em 2012, no antigo terreno do prédio, foi inaugurado o Memorial 17 de Julho, com uma praça e um espelho d'água com os nomes das 199 vítimas do acidente, junto a uma amoreira que se localizava no estacionamento do prédio e que resistiu ao desastre.

### Reestruturação e inclusão naLATAM Airlines Group
Após o acidente com o voo TAM 3054, a TAM Express passa a funcionar em um novo endereço, localizado no bairro do Jardim Aeroporto, próximo a um antigo hangar da VASP. Em 2008 passa a se chamar TAM Cargo. Em 2010, a companhia, junto da ABSA Cargo Airline, ingressou no processo de fusão da LAN e TAM, que criaria a LATAM Airlines Group. Em junho de 2012, 95% das ações da empresas eram da TAM. Em 2012 iniciou as operações dos Correios, juntamente com a chegada de mais uma nova aeronave a frota, que já continha a pintura da TAM Cargo, apesar de ser operada pela ABSA Cargo. 
No dia 1 de agosto, ABSA Cargo e a TAM Cargo passaram a ser a unidade cargueira do Grupo LATAM no Brasil, passando a se chamarem LATAM Cargo Brasil. Ainda em 2012, após a chegada do primeiro Boeing 767-300F com a pintura da TAM Cargo, começa a retirada da pintura da ABSA das aeronaves, consolidando a marca TAM Cargo.

## Frota
| Aeronave        | Quantidade | Notas                       |
| --------------- | ---------- | --------------------------- |
| Boeing 767-300F | 2          | Matriculados PR-ABD, PR-ACO |